# Las Cañas (Catamarca)
Las Cañas es una localidad del departamento Santa Rosa, en el centro sur de la provincia argentina de Catamarca. Constituye una comuna del municipio de Santa Rosa (o Bañado de Ovanta).
Se accede a través de la Ruta Nacional 64.

## Población
Cuenta con 202 habitantes (Indec, 2001), lo que representa un incremento del 50,7% frente a los 134 habitantes (Indec, 1991) del censo anterior.